# Tienfala
Tienfala ist eine Gemeinde im Kreis Koulikoro in der Region Koulikoro in Mali. 

## Geografie
Tienfala liegt im Südwesten Malis, etwa 20 Kilometer nordöstlich der Hauptstadt Bamako am Fluss Niger.

## Verkehr
Tienfala liegt an der Regionalstraße R14.